# Hippodamia falcigera
Hippodamia falcigera – gatunek chrząszcza z rodziny biedronkowatych.
Gatunek ten opisany został po raz pierwszy w 1873 roku przez George’a Roberta Crotcha. Jako miejsce typowe wskazano wybrzeże Zatoki Hudsona.
Chrząszcz o wydłużonym i lekko przypłaszczonym ciele długości od 5 do 6 mm i szerokości od 2,9 do 3,5 mm. Przedplecze jest czarne z żółtym obrzeżeniem krawędzi przedniej i bocznych. Epimeryty śródtułowia są w całości ubarwione żółto. Pokrywy są żółte z czarnym wzorem, na który składają się trzy szerokie przepaski podłużne. Środkowa z nich obejmuje szew pokryw, zaś boczne biegną środkiem każdej z pokrywy i często są u wierzchołka sierpowato załamane. Powierzchnia pokryw jest zmatowiała, pozbawiona silnego połysku.
Zarówno larwy, jak i imagines są drapieżnikami żerującymi na mszycach (afidofagia).
Owad nearktyczny, rozprzestrzeniony od Jukonu i Terytoriów Północno-Zachodnich przez Kolumbię Brytyjską, Albertę i Idaho po Wyoming. Jest gatunkiem nieczęsto spotykanym.